# け
け або ケ (/ke/; МФА: [ke] • [ke̞]; укр. ке) — склад в японській мові, один зі знаків японської силабічної абетки кана. Становить 1 мору. Розміщується у комірці 4-го рядка 2-го стовпчика таблиці ґодзюон.
Має похідні дзвінкі звуки — げ або ゲ (/ge/; МФА: [ge] • [ge̞]; укр. ґе).

## Короткі відомості

### Опис
Фонема сучасної японської мови. Складається з одного задньопіднебінного приголосного звука та одного неогубленого голосного переднього ряду високо-середнього піднесення /e/ (え). Приголосні бувають різними залежно від типу.
| Глухий задньопіднебінний проривний:   |  | /k/ → | け | [ke] | (основний звук)                           |
| Дзвінкий задньопіднебінний проривний: |  | /g/ → | げ | [ge] | (похідний звук)                           |
| Задньопіднебінний носовий:            |  | /ŋ/ → | け゚ | [ŋe] | (на письмі практично не використовується) |

### Порядок
Місце у системах порядку запису кани:
- Порядок ґодзюону: 9.
- Порядок іроха: 31. Між ま і ふ.

### Абетки
- Хіраґана: け

Походить від скорописного написання ієрогліфа 計 (кей, рахунок).
- Катакана: ケ

Походить від скорописного написання лівої складової ієрогліфа 介 (кай, посередник).
- Манйоґана: 祁 • 家 • 計 • 係 • 價 • 結 • 鶏 • 気 • 既 • 毛 • 飼 • 消

### Транслітерації

#### け
- Кирилиця:
Система Поліванова: КА (ке).
Альтернативні системи: КА (ке).
- Латинка
Система Хепберна: KE (ke).
Японська система: KE (ke).
JIS X 4063: ke
Айнська система: KE (ke).

#### げ
- Кирилиця:
Система Поліванова: ҐЕ (ґе).
Альтернативні системи: ҐЕ (ґе).
- Латинка
Система Хепберна: GE (ge).
Японська система: GE (ge).
JIS X 4063: ge
Айнська система: GE (ge).

### Інші системи передачі
- Шрифт Брайля:
| ●● ●－ －● |
- Радіоабетка: КЕсікі но КЕ (景色のケ; «ке» краєвиду)
- Абетка Морзе: －・－－